# Artur Drozdov
Artur Mykolajovyč Drozdov (in ucraino Артур Миколайович Дроздов?; Jakutsk, 23 ottobre 1980) è un ex cestista ucraino con cittadinanza francese.

## Carriera
Con l'Ucraina ha disputato i Campionati europei del 2003.

## Palmarès
- Campionato francese: 3

Pau-Orthez: 2000-01, 2002-03, 2003-04
- Campionato ucraino: 3

Budivelnyk Kiev: 2012-13, 2013-14, 2016-17
- Coppa di Francia: 2

Pau-Orthez: 2002, 2003
- Semaine des As: 1

Pau-Orthez: 2003
- Coppa d'Ucraina: 2007